# フリオ・マリア・サンギネッティ
フリオ・マリア・サンギネッティ・コイロロ（スペイン語: Julio María Sanguinetti Coirolo, 1936年1月6日 - ）はウルグアイのジャーナリスト、政治家。1985年から1990年、および1995年から2000年までの2期にわたり、ウルグアイ大統領を務めた。

## 経歴
1963年に初当選し、1969年にはパチェコ・アレコ政権で産業通商大臣を務めた。1972年に発足したボルダベリー政権下では教育文化大臣に任命された。しかし1973年発足した軍事政権によりその座を剥奪され、以降も次々と要職を解任され、1976年にはあらゆる政治活動を禁じられる。
1981年になって政界への復帰が許されると、サンギネッティは軍事政権と民政移管についての交渉を率いた。交渉は1984年8月3日に合意に至った。
1984年の大統領選挙には31.2%の得票率で当選。その後の1994年の大統領選挙には24.7%の得票率で当選した。